# Emanuele Lodi
Emanuele Lodi (Vicenza, 19 maggio 1825 – Vicenza, 21 dicembre 1896) è stato un notaio e banchiere italiano.

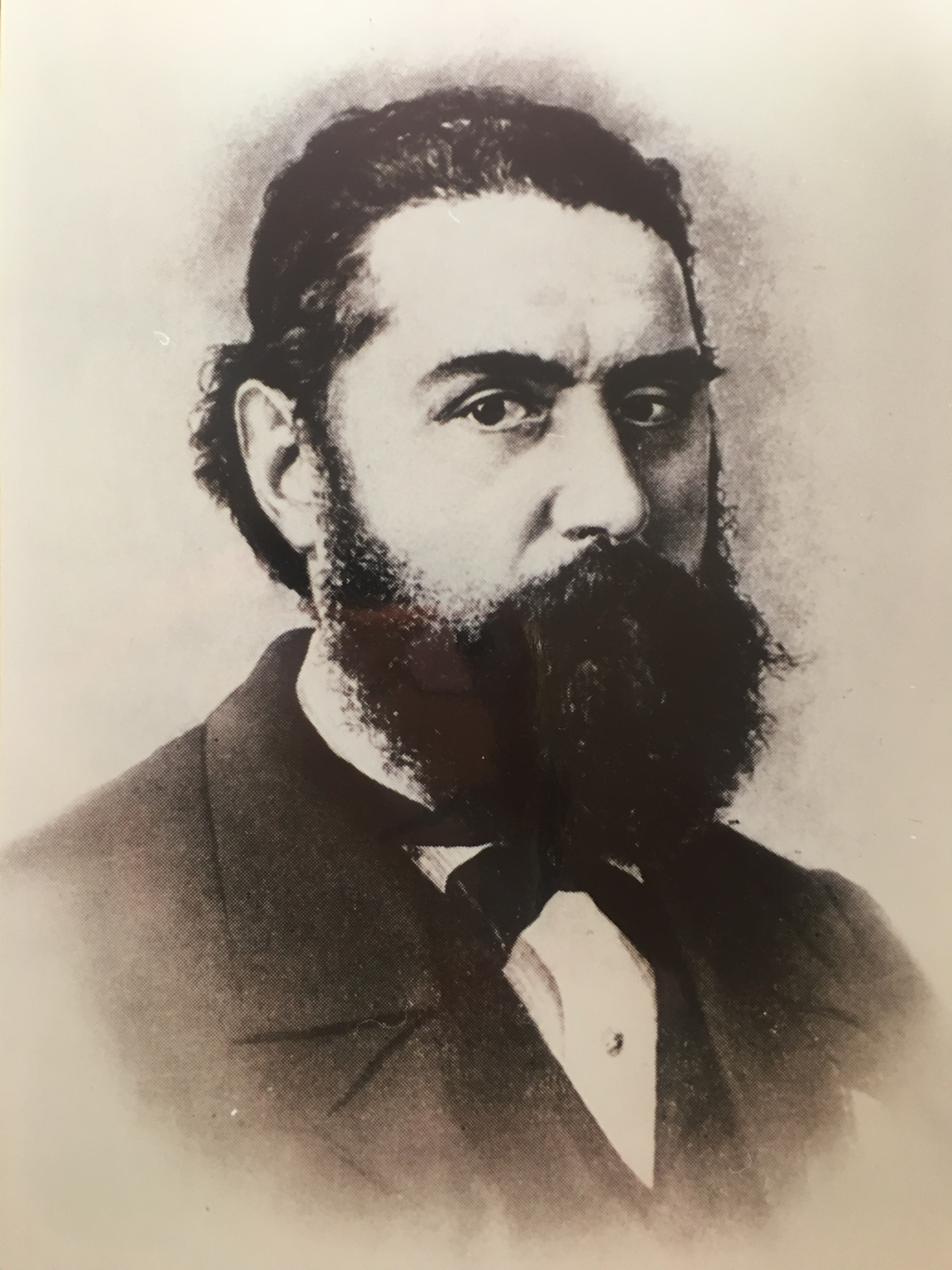
Ritratto di Emanuele Lodi

Fu presidente per 22 anni (nonché uno dei principali fondatori) della Banca Popolare di Vicenza, Presidente del consiglio notarile, presidente della fabbrica di pianoforti Vincenzo Maltarello, membro dell'Accademia Olimpica e Cavaliere della corona d'Italia.

## Biografia
Lodi nacque a Vicenza il 19 maggio 1825 da Pietro Mauro Lodi e da Elisabetta Pandini Cassanico. Primo di tre fratelli (Gaetano e Giuditta) a soli sette anni perde il padre, ed è dunque la madre (sostenuta dallo zio vescovo Lodi che ella si rivolgeva spesso per consigli) ad allevare e indirizzare Emanuele Lodi verso il suo percorso di studi. Nel 1849, Lodi conseguì la laurea di giurisprudenza a Padova, diventando in breve tempo uno dei notai più ricercati a Vicenza. La sua fama è testimoniata dalla sua nomina a presidente della camera del consiglio Notarile e dal suo ingresso all'Accademia Olimpica il 1º marzo 1855.
L'occasione di Lodi avvenne nel 1866 quando Fedele Lampertico riunì i centoventi più influenti vicentini dell'epoca con l'obbiettivo di fondare la prima banca popolare del Veneto, seguendo la falsariga della popolare di Milano. Del bisogno di una banca che desse un contributo allo sviluppo economico alla città, ne dà testimonianza lo stesso Lodi in un articolo sul Il Giornale di Vicenza del 9 Ottobre 1866: "Non abbiamo commercio, non abbiamo industria, la possidenza è carica di debiti, la posizione della nostra città è tale che non possiamo sperare in un miglioramento, le strade ferrate la lasciano da parte, l'imposte eccessive, gl'infortuni celesti, tutto hanno influito nell'avvilirla e rovinarla."
La banca nata col decreto regio del principe Eugenio di Savoia Carignano il 22 Settembre 1866 ebbe fin da subito un periodo difficile. Alla prima riunione datata 9 dicembre si presentarono solamente in sedici, tra cui Piovene Porto Godi, Paolo Lioy, Antonio Fogazzaro e Lodi. Altro campanello d'allarme fu il 19 gennaio 1868 quando il precedente consiglio d'amministrazione indicò il conte Angelo Valmarana come presidente, il quale tuttavia rinunciò quasi subito alla carica. Per paura che il progetto della giovane società cooperativa naufragasse ancor prima di iniziare Lodi venne nominato presidente (nomina confermata il 14 marzo 1869 con 65 voti su 91).
Le prime fasi della giovane banca furono quasi totalmente in mano a Lodi, e infatti era nel suo studio notarile in Piazza Biade che ci si riuniva per le assemblee. Il conte Guido Piovene Porto Godi ebbe da ricordare: “il suo studio di notaio fu la prima sede della Banca Popolare: egli faceva Presidente, Direttore, Cassiere, tutto per essa... Se Emanuele Lodi, a stretto rigore di parola, non può chiamarsi il fondatore del nostro istituto, ne fu pero tale patrocinatore e sostegno da ben meritarsi tale titolo!”
Gli obbiettivi primari di Lodi erano quelli di accrescere il capitale sociale, far conoscere sul territorio la Banca Popolare di Vicenza e di aiutare l'economia della città a partire dalle classi più povere tramite una campagna di sensibilizzazione al risparmio. Sotto la guida di Lodi i progressi e la crescita della Banca popolare di Vicenza si fecero col passare del tempo sempre più evidenti. I risultati ottimistici e soprattutto l'aumento di mole di lavoro fecero maturare in Lodi la consapevolezza che il suo studio notarile non fosse più in grado di essere una sede operativa sufficiente. Nel 1872, spiegando ad un'assemblea l'esigenza di avere una disponibilità di magazzini in cui custodire merci e granaglie a garanzia dei crediti concessi alle attività produttive (in particolare ai setifici ed all'agricoltura), fece acquistare alla banca il Palazzo Thiene in via Porti. La nuova sede subì un completo restauro delle facciate esterne e del portone d'ingresso grazie all'architetto Luigi Tognato. Fu sempre Lodi ad affidare al pittore Giovanni Busato la realizzazione dei tre affreschi storici della facciata del palazzo (di cui si farà ritrarre in veste di mercante veneziano in abito blu). La banca da quel momento cominciò inoltre a far uso di impiegati.
Emanuele Lodi si sforzò sempre da un lato di sensibilizzare la formazione e la raccolta del risparmio e dall'altro di vincere la mentalità ristretta e diffidente della classi più povere restie a ricorrere al credito. Nel far questo stabilì dei veri e propri Premi al Risparmio, da assegnare annualmente a coloro che si fossero distinti nel deposito presso la banca delle proprie modeste disponibilità. La direzione della banca pertanto, invece di indirizzarsi alle persone più benestanti, si rivolse alle persone più umili in modo da rendere l'istituzione creata uno strumento di uso popolare. A seguito dei continui successi, nel 1885 la Banca popolare di Vicenza partecipò all'esposizione nazionale di Torino tenendo “un posto onorevolissimo fra le più accreditate banche popolari del regno”.
Emanuele Lodi (che da anni chiedeva di essere sostituito per anzianità, come in un discorso tenuto nel 1885) rassegnò le dimissioni da presidente nel 1891 dopo 22 anni di carica; cionondimeno il 22 Marzo i soci dell'assemblea, con un discorso tenuto da Paolo Lyoi, lo nominarono Presidente Onorario.
Lodi morì improvvisamente il 21 dicembre 1896, a 71 anni, in casa sua. Nel 1999 la Banca ha fatto erigere a ricordo una lapide sopra la sua abitazione.

## Altre iniziative
Emanuele Lodi fece parte di molte utili istituzioni: divenne membro della società di Mutuo soccorso degli Artigiani, membro dei reduci patrioti della Battaglia di Solferino e San Martino e infine membro (dentro al consiglio Direttoriale) dell'associazione dei volontari Vicentini. Venne inoltre nominato protettore delle Arti ed è a lui che l'architetto Luigi Tognato dedicó due progetti per dei monumenti ai caduti da erigere sul monte Berico, mai realizzati. Fu infine nominato Cavaliere della Corona d'Italia per i suoi molteplici meriti.
Il 31 gennaio 1869 venne eletto presidente della Società di pianoforti fondata da Vincenzo Maltarello nel 1864. Fino a quel momento la ditta aveva prodotto 10 pianoforti orizzontali e 48 verticali, tutti venduti. Lodi si accorse della mancanza di spazio per gli operai e pertanto fece trasferire la sede della ditta al Seminario Vecchio, facendone così crescere la produzione. Provvide inoltre all'acquisto di seghe e piallatrici a vapore per risparmiare sulla manodopera e ridurre i tempi di lavorazione. Il 29 luglio 1871 la fabbrica otterrà una fama consolidata con l'onorificenza dello stemma reale.

## Vita privata
Nel 1856 Lodi sposó Elisabetta Fanelli con cui ebbe quattro figli: Pietro, Elisabetta, Chiara e Giuseppa. Purtroppo la felicità familiare si interruppe ben presto, dapprima con la morte prematura del fratello minore Gaetano (1862) e successivamente della stessa moglie (1864) a cui era molto legato. A seguito di queste perdite le energie di Lodi si focalizzarono principalmente sul lavoro.
Emanuele Lodi fu grande amico del poeta Giacomo Zanella. I due solevano incontrarsi in casa del notaio a Saviabona o per una partita a carte dietro il cortile della farmacia Zuccato a Polegge. Lodi era pure il nonno materno del poeta vicentino Emanuele Zuccato.

## Scritti
1. Tesi che si propone di sciogliere nel giorno che è promosso a dottore in ambe le leggi nell' Università di Padova, Padova, 1849.
2. Parole pronunciate la sera del 28 Ottobre 1866. (A pag. 10 di una raccolta pubblicata in Soccorso ai profughi del Trentino, Tipografia Paroni, Vicenza, 1866).
3. Relazioni agli azionisti della Banca Popolare di Vicenza. (Cominciano con l'esercizio dell'anno 1868. Furono pubblicate nei Resoconti annuali della Banca stessa, e stampate sempre in Vicenza dalla tipografia Burato fino al 1892, successivamente con quella dei Fabris. L'ultima relazione Lodi fu quella letta nel 1896).
4. Dispensa dei premi al risparmio nel Teatro Olimpico il giorno della festa dello Statuto 5 Giugno 1870. Discorso Vicenza, Burato, 1870.
5. Parole agli operai della R. fabbrica nazionale pianoforti. (A pag. 11-12 dell'opuscolo: Nell'occasione del banchetto degli operai della fabbrica naz. pianoforti Vincenzo Maltarello e C., la sera del 29 Luglio 1871 per festeggiare la largita onorificenza di fregiare la fabbrica dello stemma reale, Tipografia Burato, Vicenza, 1871.
6. Cenni storici e statistici sul setificio in Vicenza nella seconda metà del secolo passato, Tipografia Burato, Vicenza, 1872. (all'interno dell'opuscolo di nozze Creazzo-Navarotto).
7. Relazione sulla situazione della Società Vincenzo Maltarello e Comp. fabbrica reale di pianoforti, letta nell' adunanza statutaria il 31 Gennaio 1872, Tipografia Burato, Vicenza, 1872.
8. La Banca Popolare di Vicenza all' Esposizione Nazionale di Torino, tipografia Burato, Vicenza, 1885.
9. Proposta per la revisione e modificazione della tabella che determina il numero e la residenza dei Notari del Distretto di Vicenza, Tipografia Burato, Vicenza, 1886.